# Šátalka
Šátalka (dříve též Šatalka) je bývalá osada, dnes část obce Vestec v okrese Praha-západ. Název Šátalka se vztahuje k zástavbě podél Vídeňské ulice, tedy silnice II/603 (dříve I/3, dříve císařská silnice z Prahy do Budějovic). Místní název se dnes vztahuje i na navazující nástavbu na území města Jesenice, kde hlavní silnice nese název Budějovická a název Šátalka nese jedna z kolmých ulic. Území Šátalky dnes není vymezené ani jako základní sídelní jednotka. Její název je však dochován i v názvu autobusové zastávky „Vestec, Šátalka“.
Od nepaměti zde stál zájezdní hostinec Na Šátalce, cca v letech 1604–1631 i poštovní stanice. V roce 1565 byla poštovní stanice v Jesenici. Kolem roku 1604 však Pražané jako majitelé zádušní vsi Jesenice nechtěli pražskému poštmistrovi Straubovi v Jesenici pronajmout dům pro poštu, a proto byla poštovní stanice přeložena do blízké vsi „Wessce“ (Vestec) na Šátalku, kde zůstala asi do roku 1631. Poté byla opět přemístěna do Jesenice. Zájezdní hostinec přestál dlouhé věky, po roce 1953 byl přestavěn na bytové účely a v roce 1983 společně s hospodářskými budovami zbourán. Dnes je na jeho místě autobusová zastávka a parkoviště pro ojeté automobily.
Budějovická silnice byla vydlážděna kamením z lomu, který se nacházel v blízkosti domu čp. 111 a dnes je již zavezený.
Pár metrů od křižovatky se nacházel malý vesnický rybníček, který byl v 80. letech 20. století zasypán.
Při silnici směrem k Hodkovicům stála do roku 1983 rozhlasová věž ze železné konstrukce o výši 63 metrů.
Na Šátalce byla kdysi i hájenka.